# Vivi Reis
Viviane da Costa Reis (Belém, 5 de agosto de 1991) é uma fisioterapeuta, educadora popular, feminista e militante política brasileira, filiada ao Partido Socialismo e Liberdade (PSOL) e atual vereadora de Belém desde 2025. Foi deputada federal pelo Pará de 1 de janeiro de 2021 até 1 de fevereiro de 2023

## Biografia
Formada em fisioterapia pela Universidade do Estado do Pará (UEPA) em 2013, com especialização pela Universidade Federal do Pará (UFPA) concluída em 2016, foi a primeira mulher da sua família a entrar em uma universidade.  Filiou-se ao PSOL em 2011 e participou de movimentos sociais em seu bairro, na igreja e na escola. No movimento estudantil, participou do Diretório Central dos Estudantes da UEPA. É educadora na Rede Emancipa.
Sua primeira experiência eleitoral foi em 2018, quando se candidatou a deputada federal e recebeu 22.297 votos, ficando como primeira suplente do partido. Nas eleições municipais de 2020, foi a mulher mais votada de Belém para o cargo de vereadora, sendo eleita com 9.654 votos.
Com a eleição do então deputado federal Edmilson Rodrigues à prefeitura de Belém, Vivi Reis assumiu a vaga na Câmara dos Deputados em 1º de janeiro de 2021, tornando-se a primeira deputada LGBT mulher e negra do Brasil.
Nas eleições municipais de 2024, elegeu-se novamente vereadora de Belém.

## Desempenho em eleições
| Ano  | Eleição            | Coligação                            | Partido | Candidato a      | Votos          | Resultado  |
| ---- | ------------------ | ------------------------------------ | ------- | ---------------- | -------------- | ---------- |
| 2018 | Estadual no Pará   | Juntos para Mudar (PSOL / PPL / PCB) | PSOL    | Deputada federal | 22.297 (0,64%) | Suplente   |
| 2020 | Municipal de Belém | PSOL                                 | PSOL    | Vereadora        | 9.645 (1,32%)  | Eleita     |
| 2022 | Estadual no Pará   | Federação PSOL REDE                  | PSOL    | Deputada federal | 53.353 (1,18%) | Não eleita |
| 2024 | Municipal de Belém | PSOL                                 | PSOL    | Vereadora        | 6.956 (0,88%)  | Eleita     |